# Giordano Bellincampi
Giordano Bellincampi (Roma, 1965) è un direttore d'orchestra e trombonista italiano naturalizzato danese.
È direttore musicale della Orchestra Filarmonica di Auckland, Direttore Musicale Generale della Orchestra Filarmonica di Duisburg e Direttore Principale della Orchestra Sinfonica di Kristiansand. Precedenti incarichi sono stati Direttore Musicale Generale della Danish National Opera in Aarhus e direttore principale dell'Orchestra Filarmonica di Copenaghen.

## Vita e formazione
Bellincampi nasce a Roma nel 1965. Nel 1976 si trasferisce in Danimarca con la sua famiglia. Si è formato alla Accademia Reale Danese di Musica di Copenaghen dove ha studiato sia il trombone basso che la direzione orchestrale, la seconda sotto il famoso direttore d'orchestra finlandese Jorma Panula tra gli altri. Iniziò come musicista nell'orchestra della Royal Danish Orchestra.

## Direttore di musica classica
Debuttò come direttore d'orchestra nel mese di agosto 1994 con l'Orchestra Sinfonica di Odense. Da allora è stato direttore ospite presso tutte le orchestre sinfoniche danesi. Dal 1997 al 2000 è stato direttore principale della Athelas Sinfonietta Copenaghen, uno dei principali complessi d'avanguardia danesi, così come Direttore Ospite Principale dell'Orchestra Filarmonica di Copenaghen. Nel 2000 è diventato Direttore Musicale e Direttore Principale della Filarmonica di Copenaghen, una posizione che ha tenuto fino al 2005.

## Direttore di opera lirica
Nel 2005 Bellincampi è stato nominato direttore artistico dell'Opera Nazionale Danese di Aarhus, dove aveva fatto il suo debutto come direttore d'opera con Il conte di Lussemburgo e continuò a lavorare regolarmente.
Nel 2000 debuttò con l'Opera Reale Danese, dirigendo La bohème all'Old Stage del Teatro Reale Danese. Il suo lavoro con l'Opera Reale Danese da allora ha compreso la direzione di tutte le opere di Puccini e diverse altre opere importanti, tra cui Aida per l'inaugurazione del nuovo Teatro dell'Opera di Copenaghen nel 2005.
Nel 2008, il contratto di Bellincampi con la Danish National Opera, che sarebbe scaduto nel 2010, fu prorogato fino al 2013. Ad Aarhus diresse anche numerosi concerti e collaborazioni con i più importanti nomi internazionali come Angela Gheorghiu, Joseph Calleja, Antonello Palombi e Bryn Terfel ed ha pure regolarmente lavorato con solisti come Sarah Chang e Grigorij Sokolov.

## Lavoro internazionale
Bellincampi ha sempre lavorato a livello internazionale, dirigendo in Nord America, Asia, Europa e Nuova Zelanda. Le orchestre con cui ha lavorato sono:
Orchestra Sinfonica di Toronto, Orchestra Sinfonica di Toledo, RTÉ Orchestra Sinfonica Nazionale a Dublino, Royal Flanders Philharmonic, I Pomeriggi Musicali in Milano, Orchestra Filarmonica Reale di Stoccolma, Orchestra Filarmonica di Bergen, Orchestra Sinfonica di Malmö, Orchestra Sinfonica di Stavanger, Orchestra Sinfonica di Trondheim, Orchestra Sinfonica Lahti, KBS Symphony Orchestra in Seul, Orchestra Sinfonica Statale di Mosca, Orchestra filarmonica di San Pietroburgo, Orchestra Filarmonica Slovena, Deutsche Oper am Rhein e Orchestra Filarmonica di Auckland in New Zealand.

## Esecuzioni
Works conducted at the Danish National Opera:
- Il conte di Lussemburgo (1996/97)
- Il flauto magico (1997/98)
- Carmen (1998/99)
- Don Giovanni (1999/00)
- Tosca (2001/02)
- Madama Butterfly (2002/03)
- La bohème (2003/04)
- Falstaff (2004/05)
- Il cavaliere della rosa (2005/06)
- Il franco cacciatore (2006/07)
- Rigoletto (2007/08)
- L'olandese volante  (2008/09)
- Aarhus Festuge Classic 2009 (2009/10)
- La fanciulla del West (2009/10)
- La traviata (2009/10)
- Manon Lescaut (2010/11)
- Il trovatore (2011/12)

Lavori condotti presso la Royal Danish Opera:
- La bohème (2000)
- Aida (2005)